# 及川文隆
及川文隆（Oikawa Fumitaka，1995年4月5日—）是一名日本田徑運動員，主攻競走項目。他代表日本參加2014年亞洲青年田徑錦標賽得到男子10,000公尺競走金牌，並於2017年夏季世界大學運動會田徑比賽上獲得男子20公里競走銅牌。

## 賽事記錄
| 年        | 賽事           | 舉辦城市   | 名次      | 項目           | 記錄      |
| 代表 日本 | 代表 日本      | 代表 日本  | 代表 日本 | 代表 日本      | 代表 日本 |
| --------- | -------------- | ---------- | --------- | -------------- | --------- |
| 2014      | 亞洲青年錦標賽 | 臺灣臺北市 | 冠軍      | 10,000公尺競走 | 44:08.25  |
| 2017      | 世界大學運動會 | 臺灣臺北市 | 季軍      | 20公里競走     | 1:30:11   |
| 2017      | 世界大學運動會 | 臺灣臺北市 | 冠軍      | 團體20公里競走 | 4:28:41   |

## 外部連結
- 及川文隆在的頁面